# Söjtör, Zala
Söjtör  este un sat în districtul Zalaegerszeg, județul Zala, Ungaria, având o populație de 1.528 de locuitori (2011). 

## Demografie
Componența etnică a satului Söjtör
     Maghiari (91,77%)
     Romi (7,56%)
     Germani (0,67%)
Componența confesională a satului Söjtör
     Fără religie (6,68%)
     Luterani (1,57%)
     Reformați (1,18%)
     Necunoscută (90,25%)
     Atei (0,33%)
Conform recensământului din 2011, satul Söjtör avea 1.528 de locuitori. Din punct de vedere etnic, majoritatea locuitorilor (91,77%) erau maghiari, cu o minoritate de romi (7,56%). Nu există o religie majoritară, locuitorii fiind persoane fără religie (6,68%), luterani (1,57%) și reformați (1,18%). Pentru 90,25% din locuitori nu este cunoscută apartenența confesională.